# Emilio Carlos Guruceta
Emilio Carlos Guruceta (San Sebastián, 1941. november 4. – Fraga, 1987. február 25.) baszk nemzetközi labdarúgó-játékvezető.

## Pályafutása

### Nemzeti játékvezetés
Ellenőreinek, sportvezetőinek javaslatára 1969-ben lett Primera División játékvezetője. 1987-ben autóbalesetben bekövetkezett halálával vége lett, az eredményekben gazdag pályafutásának. Első ligás mérkőzéseinek száma: 186.
| Időpont              | Helyszín                         | Mérkőzés típusa         | Mérkőzés                    | Eredmény |
| -------------------- | -------------------------------- | ----------------------- | --------------------------- | -------- |
| 1969. szeptember 21. | La Romareda Stadion, Zaragoza    | első bajnoki mérkőzés   | Real Zaragoza–Pontevedra CF | 2 : 1    |
| 1987. február 21.    | Olímpic Lluís Stadion, Barcelona | utolsó bajnoki mérkőzés | RCD Espanyol–Mallorca       | 3 : 1    |

### Nemzetközi játékvezetés
A Spanyol labdarúgó-szövetség Játékvezető Bizottsága (JB) terjesztette fel nemzetközi játékvezetőnek, a Nemzetközi Labdarúgó-szövetség (FIFA) 1974-től tartotta nyilván bírói keretében. Több nemzetek közötti válogatott és klubmérkőzést vezetett. A spanyol nemzetközi játékvezetők rangsorában, a világbajnokság-Európa-bajnokság sorrendjében többedmagával a 16. helyet foglalja el 5 találkozó szolgálatával. Az aktív nemzetközi játékvezetés 1987-ben bekövetkezett halálával befejeződött.

#### Világbajnokság
A világbajnoki döntőhöz vezető úton Argentínába a XI., az 1978-as labdarúgó-világbajnokságra, Spanyolországba a XII., az 1982-es labdarúgó-világbajnokságra, illetve Mexikóba a XIII., az 1986-os labdarúgó-világbajnokságra a FIFA JB bíróként alkalmazta.

##### 1978-as labdarúgó-világbajnokság

###### Selejtező mérkőzés
| Időpont           | Helyszín                  | Mérkőzés típusa                | Mérkőzés      | Eredmény |
| ----------------- | ------------------------- | ------------------------------ | ------------- | -------- |
| 1976. április 16. | Központi Stadion, Tripoli | Afrika (CAF) zóna előselejtező | Líbia–Algéria | 0 : 0    |

##### 1982-es labdarúgó-világbajnokság

###### Selejtező mérkőzés
| Időpont            | Helyszín                      | Mérkőzés típusa           | Mérkőzés              | Eredmény | Nézők száma |
| ------------------ | ----------------------------- | ------------------------- | --------------------- | -------- | ----------- |
| 1981. november 18. | Windsor Park Stadion, Belfast | előselejtező (6. csoport) | Észak-Írország–Izrael | 1 : 0    | 40 000      |

##### 1986-os labdarúgó-világbajnokság

###### Selejtező mérkőzés
| Időpont        | Helyszín                       | Mérkőzés típusa           | Mérkőzés       | Eredmény | Nézők száma |
| -------------- | ------------------------------ | ------------------------- | -------------- | -------- | ----------- |
| 1985. május 1. | Augusztus 23 Stadion, Bukarest | előselejtező (3. csoport) | Románia–Anglia | 0 : 0    | 60 000      |

#### Európa-bajnokság
Az európai-labdarúgó torna döntőjéhez vezető úton Franciaországba a VII., az 1984-es labdarúgó-Európa-bajnokságra az UEFA JB játékvezetőként foglalkoztatta.
| Időpont           | Helyszín                 | Mérkőzés típusa           | Mérkőzés           | Eredmény | Nézők száma |
| ----------------- | ------------------------ | ------------------------- | ------------------ | -------- | ----------- |
| 1983. április 27. | Heysel Stadion, Brüsszel | előselejtező (1. csoport) | NDK–Belgium        | 2 : 1    | 43 894      |
| 1983. október 26. | Népstadion, Budapest     | előselejtező (3. csoport) | Magyarország–Dánia | 1 : 0    | 8 000       |

#### Olimpia
Az 1976. évi és az 1980. évi nyári olimpiai játékokon a FIFA JB játékvezetőként foglalkoztatta.

##### 1976. évi nyári olimpiai játékok
| Időpont          | Helyszín                       | Mérkőzés típusa        | Mérkőzés              | Eredmény | Nézők száma |
| ---------------- | ------------------------------ | ---------------------- | --------------------- | -------- | ----------- |
| 1976. június 23. | Lansdowne Park Stadion, Ottawa | selejtező (D. csoport) | Szovjetunió–Dél-Korea | 3 : 0    | 15 233      |

##### 1980. évi nyári olimpiai játékok
| Időpont          | Helyszín                 | Mérkőzés típusa        | Mérkőzés       | Eredmény | Nézők száma |
| ---------------- | ------------------------ | ---------------------- | -------------- | -------- | ----------- |
| 1980. július 22. | Kirov Stadion, Leningrád | selejtező (A. csoport) | Kuba–Venezuela | 2 : 1    | 70 000      |

##### Nemzetközi kupamérkőzések
Vezetett Kupa-döntők száma: 1.

###### UEFA-kupa
Az UEFA JB elismerve szakmai felkészültségét, megbízta a döntő első mérkőzés koordinálásával.
| Időpont        | Helyszín                           | Mérkőzés típusa     | Mérkőzés                                     | Eredmény | Nézők száma |
| -------------- | ---------------------------------- | ------------------- | -------------------------------------------- | -------- | ----------- |
| 1980. május 7. | Bökelberg Stadion, Mönchengladbach | döntő első mérkőzés | Borussia Mönchengladbach–Eintracht Frankfurt | 3 : 2    | 25 000      |

## Szakmai sikerek
1976-ban létrehozott Premio Don Balón díj 1986-ban ismerte el első alkalommal a legjobb játékvezetőt. 1986-ban és 1987-ben megkapta ezt az elismerést.